# Chizuru Arai
Chizuru Arai (新井 千鶴 Arai Chizuru?), född 1 november 1993, är en japansk judoutövare.
Arai tog guld i mellanvikt vid olympiska sommarspelen 2020 i Tokyo efter att ha besegrat Michaela Polleres i finalen. Hon började OS med att besegra María Pérez i åttondelsfinalen, Giovanna Scoccimarro i kvartsfinalen och därefter Madina Tajmazova i semifinalen. Arai var även en del av Japans lag som tog silver i mixedlag.